# たうみあきこ
たうみ あきこ（1927年1月17日 - ）は、東京都出身の日本の元女優。身長154 cm。体重42 kg。

## 人物
劇団独立劇場、東京青年劇場を経て、1949年に俳優座附属俳優養成所２期生となる。劇団仲間、シナリオ文芸協会を経て、1965年8月に劇団現代人の立ち上げに参加。エヌ・エー・シーを経て、1972年に東京俳優生活協同組合の所属となる。
かつては東京演劇集団TES、千田是也ゼミナール、に所属していた。
声質はアルト。特技は茶道（裏千家）、狂言小舞。趣味は水泳、乗馬。

## 出演

### 映画
- みんなわが子（1963年3月2日） - 秀代の母 役
- 男はつらいよ 翔んでる寅次郎（1979年8月4日）- 礼吉の妻 役
- 心霊シリーズ
  - 心霊『旧日本軍の病院』（1996年8月16日） - 林キク 役
  - 心霊2『踏切に立つ少女』（1997年7月26日）- 滝沢よし江 役
- なぞの転校生（1998年12月26日）- 老婆 役
- うらぎりひめ（2013年3月1日）- T 役

### テレビドラマ

#### NHK
- 事件記者　第79話「総合手配」（1959年11月4日）- 洋裁店マダム 役[7]
- 創作劇場　残るは、ただ灰（1962年1月13日）[8]
- テレビ劇場　素晴らしき結婚（1962年2月7日） - 伊三千代 役[9]
- 本日も晴天なり（1981 - 1982年） - 山村信子の母 役
- 連続テレビ小説　おしん　第215話（1983年12月16日）[10]
- あしたへジャンプ（1986年4月7日 - 1996年3月13日）
- ラスト・ラブ（1995年7月17日 - 8月10日）
- 虹色定期便 静岡県焼津市編（2001年4月11日 - 2002年3月15日） - 雄樹の祖母・ふみ 役[11]
- こんにちは、母さん　第2話「悪魔の家」（2007年6月2日）[12]

#### 日本テレビ
- 考古の法廷[13]
- 太陽にほえろ!
  - 第31話「お母さんと呼んで」（1973年2月16日）[14]
  - 第270話「殿下とライオン」（1977年9月30日）[15]
  - 第510話「ラガーの大追跡」（1982年6月4日）[16]
  - 第631話「ロックとブルース」（1985年1月4日）[17]
- 北都物語-絵梨子のとき-　第3話（1975年1月23日）[18]
- 薪能（1977年2月7日 - 3月4日）[19]
- 愛ある限り（1977年7月4日 - 8月26日）[20]
- 新五捕物帳　第111話「怪談三味線堀」（1980年8月12日）[21]
- 桃太郎侍　第210話「悲願! 仲人百組目」（1980年10月26日）- お仙 役[22]
- 銭形平次　第23話「五年ぶりの給金」（1987年8月18日）- たね 役[23]
- 花燃える日日 －野望の国・第二部－（1990年1月13日 - 2月10日）- 三善とら 役
- 火曜サスペンス劇場
  - 小京都ミステリー
    - 第2作「飛騨高山連続殺人事件」（1990年7月10日）- 乾とよ 役[24]
    - 第11作「伊予夢芝居殺人事件」（1994年3月15日） - 佐竹 役[25]

  - 新任判事補　第3作「殺人現場から消えた愛犬が握る空白の30分の謎」（1996年2月6日） - 大河内恭子 役[26]
  - 盲人探偵・松永礼太郎　第7作「兇信」（1996年8月6日）- 庄野よし 役[27]
  - 身辺警護　第4作「男の執念 マルタイはペンが凶器のジャーナリスト 愛を引き裂いた悲しみの旋律」（1992年11月2日） - 患者 役[28]
  - 街の医者・神山治郎　第2作「出産拒否」（2001年11月6日）- おばあちゃん 役[29]
  - 警部補 佃次郎　第18作「母のこころ」（2003年10月7日）- 後藤キヨ 役[30]
- 蘇える金狼　（1999年4月17日 - 6月26日）
- 怖い日曜日（1999年7月4日 - 9月26日）
- ナースマン　第1話「命を守れ!! 女の園で戦う男」（2002年1月19日）[31]

#### TBS
- おかあさん2　第290話「巣立つ」（1965年6月3日）[32]
- 東芝日曜劇場　続・ママ日曜でありがとう（1965年10月10日）[33]
- 泣いてたまるか
  - 第63話「ああ無名戦士!」（1967年11月26日）[34]
  - 第70話「まごころさん」（1968年1月21日）[35]
- オレとシャム猫　第8話「地獄のモードに明日はない」（1969年3月26日）[36]
- すし屋のケンちゃん（1971年3月11日 - 3月2日） - 主婦 役[37]
- ゆびきり　第8話・第11話（1973年3月15日・4月5日） - 団地の主婦 役[38]
- 刑事くんシリーズ
  - 刑事くん 第2部　第12話「乙女の祈り」（1973年7月2日）
  - 刑事くん 第3部　第43話「ともだち」（1975年9月1日）
- ありがとう 第3シリーズ 第12話（1973年7月12日） - 東白壁町の主婦 ※配役「たつみあきこ」と誤植
- 走れ!ケー100　第44話「機関車と不良少女」（1974年2月8日）
- 名もなく貧しく美しく（1976年3月8日 - 5月7日）[39]
- 雲を翔びこせ（1978年9月28日）[40]
- 女の一生　第1話・第3話（1979年1月8日・1月10日）- 中里あや子 役[41]
- 七人の刑事 第3シリーズ　第39話「黒人の首」（1979年2月9日）[42]
- 噂の刑事トミーとマツ 第1シリーズ　第25話「トミーまっ青、マツのお見合い」（1980年4月23日）
- 玉ねぎむいたら…　第6話「盗まれた免許皆伝」（1981年5月8日）- 中学・校長 役[43]
- ザ・サスペンス
  - 「入試問題殺人事件」（1982年5月1日）[44][45]
  - 後鳥羽伝説殺人事件（1982年8月21日）[46]
  - 惨事・バスガイドの殺意（1982年9月11日）[47][48]
- わが子よII（1982年7月5日 - 8月27日）[49]
- だんなさまは18歳 第10話（1982年12月16日）- 雪子の母 役
- 松本清張の黒革の手帖（1984年1月5日 - 2月24日）- 虎雄の妻 役[50]
- 少女が大人になる時 その細き道　第1話（1984年2月5日）[51]
- ルージュの伝言第18話「ルージュの伝言」（1991年7月31日）[52]
- 新幹線物語'93夏　第7話「覗かれた女の部屋」（1993年8月17日）[53]
- 「WHO!?」（1997年9月1日 - 10月31日）[54]
- 月曜ドラマスペシャル　検視官江夏冬子第2作「京都冬化粧殺人事件」（1998年2月2日）- 吉行の妻 役[55]
- 渡る世間は鬼ばかり 第5シリーズ　第19話（2001年2月15日）- ふじ 役[56]

#### フジテレビ
- 三匹の侍 第4シリーズ　最終話「斬る」（1967年3月30日）[57]
- 男の償い（1972年6月19日 - 8月4日）[58]
- 陽はまた昇る　第1話「恋人たちよ」（1973年4月2日）[59]
- 大盗賊　最終話「大海原をめざせ!」（1974年9月28日）[60]
- あかんたれ　第66話（1977年1月7日）[61]
- 銭形平次
  - 第563話「おふくろ」（1977年3月2日） - おはる 役[62]
  - 第625話「わが子わが女房」（1978年5月31日） - せつ 役[63]
  - 第626話「見習同心心得帳」（1978年6月14日） - せつ 役[64]
  - 第636話「ひとつぶの涙」（1978年8月23日） - せつ 役[65]
  - 第659話「さらわれた同心」（1979年2月14日） - せつ 役[66]
  - 第665話「殉職 榊同心」（1979年3月28日）[67]
- 女の河（1977年8月10日 - 1978年2月1日）- 五辻久江 役[68]
- 同心部屋御用帳 江戸の旋風 第3シリーズ第16話「生き返った十手」（1977年8月18日）[69]
- 球形の荒野　第2話（1978年3月18日）[70]
- DRAMADOS　胃袋を買いに（1992年2月12日）[71]
- 花王ファミリースペシャル
  - 伊藤みどり物語（1993年3月14日・3月21日）[72]
  - 花嫁介添人がゆく　第1作（1994年5月29日）[73]
  - 裸の大将放浪記　第75作（1995年10月1日） - 高岡山瑞龍寺の住職夫人 役[74]
- おいしい関係（1996年10月14日 - 12月16日）[75]
- こんな恋のはなし　最終話「愛と死」（1997年9月18日）[76]
- フライング・ボーイズ（2002年10月1日）[77]

#### テレビ朝日
- おかあさん劇場　子供のケンカに親が出る　　（1966年1月17日）[78]
- 特別機動捜査隊　第284話「こどもの暦」（1967年4月5日）- 静子 役[79]
- 冬の花 悠子　第4話・第5話（1974年5月27日・6月3日）- 宮城係官 役[80]
- 破れ傘刀舟悪人狩り　第17話「他人の顔」（1975年1月21日）[81]
- 海のある窓（1976年7月5日 - 8月23日）[82]
- 遠山の金さん 第2シリーズ　第26話「幸せにまっしぐら」（1979年9月6日）- おくに 役[83]
- 文吾捕物帳[84]
  - 第10話「復讐さざんかの舞」（1981年12月22日）
  - 第19話「犯された女の復讐」（1982年2月23日）
- 「特捜最前線」
  - 第266話「老刑事、女詐欺師を追う!」（1982年6月23日）[85]
  - 第352話「レイプ・紅い靴の女!」（1984年2月22日）[86]
  - 第372話「老刑事スニーカーを履く!」（1984年7月11日）[87]
  - 第399話「少女・ある愛を探す旅!」（1985年1月23日）[88]
  - 第415話「広域指定117号の女!」（1985年5月15日）[89]
  - 第442話「女子中学生殺人事件・冬のコオロギのSOS!」（1985年11月21日）[90]
  - 第488話「侮られた夫の殺意・殺したい程憎い妻!」（1986年10月23日）[91]
- 土曜ワイド劇場
  - 松本清張の断線」　（1983年12月3日）- 英子の母 役[92]
  - 江戸川乱歩の美女シリーズ　第3作「赤い乗馬服の美女」（1987年8月15日）[93]
  - 京都再婚旅行殺人事件（1988年5月7日） - 北園田ゆうこ 役[94]
  - 女刑事・柏木冴子（1993年12月18日）[95]
  - 火車 カード破産の女!（1994年2月5日）- 倉田の母 役[96]
- 私鉄沿線97分署[97]
  - 第29話「押しかけ刑事のマイホーム作戦!?」（1985年6月2日）
  - 第86話「サギ師の好きなお葬式!?」（1986年8月17日）
- 月曜ワイド劇場　ときめきキラリ! 女は結婚上手!（1986年4月28日）[98]
- 火曜ミステリー劇場　花ふぶき女スリ三姉妹　第4作「妻殺しの証拠の財布を狙え!」（1990年7月31日）[99]
- 代表取締役刑事」第26話「白銀は招くよ!」（1991年5月5日）[100]
- 「凄絶!嫁姑戦争 羅刹の家」（1998年4月9日 - 6月25日）
- 「せつない」第15話「兄貴の恋人」（1998年7月16日）[101]
- はぐれ刑事純情派シリーズ
  - 第12シリーズ 第26話「安浦刑事祭り太鼓を打つ!喪服の女」（1999年9月22日） - 倉嶌はる 役[102]
  - 第13シリーズ 第7話「安浦刑事が目撃者!死体が歩いた!?」（2000年5月17日） - 老婆 役[103]
  - 第14シリーズ 第15話「東京タワーで待つ女」（2001年7月11日） - 上原園子 役[104]
  - 第15シリーズ 第19話「”ありがとう”で殺人!? ふたりの母と同居する女」（2002年8月7日）- 村上典子 役[105]
  - 第16シリーズ 第13話「秘密の指輪を持つ女」（2003年7月2日） - 高田芙美 役[106]
- はみだし刑事情熱系クリスマススペシャル　「尾道〜しまなみ海道 港から消えた女! 悲劇を結ぶ赤い花の謎!? 立ち上がれ兵吾! お前の刑事魂は死んだのか」（2003年12月24日）- 沢村歌子 役[107]

#### テレビ東京
- 女殺し屋 花笠お竜　第3話「狂犬の歌がきこえる」（1969年10月18日）[108]
- 大江戸捜査網 第3シリーズ　第381話「花嫁絶唱 お父っつあんの唄」（1981年3月21日）[109]
- ドラマ・女の四季「お姑さん大募集!」（1988年2月8日）[110]
- 月曜・女のサスペンス「眼中の悪魔」（1989年7月17日）[111]
- FILM FACTORY（2006年11月13日・11月20日）
- 望郷の窓～病と差別の真実（2006年12月2日）[112]

### 特撮
- コメットさん」　第3話「ボクは球拾い」（1967年7月17日、TBS）- キヨシのママ 役
- 帰ってきたウルトラマン　第33話「怪獣使いと少年」（1971年11月19日、TBS）- パン屋のおばさん 役
- ロボット刑事　第18話「バドーの冷凍作戦!!」（1973年8月2日、フジテレビ）[113]
- がんばれ!!ロボコン　第53話「ボロロンジャン! ロボカータクシー日本一」（1975年10月17日、テレビ朝日）[114]
- ザ・カゲスター　第5話「蛙怪人 ダイヤモンド作戦!」（1976年5月3日、テレビ朝日）- 蛙怪人 / 綾小路八千代 役
- 5年3組魔法組　第4話「一生一代の大ピンチ」（1977年1月3日、テレビ朝日）[115]
- スパイダーマン　第38話「ブリキの一番星と少年探偵団」（1979年2月14日、テレビ東京）- 芦田の妻 役[116]
- 特警ウインスペクター　第34話「逆転ばあちゃん」（1990年9月23日、テレビ朝日）- 桃山銀子 役[117]
- 特捜エクシードラフト　第32話「耕作のガンコ親父」（1992年9月13日、テレビ朝日）- 森崎彦乃 役
- 百獣戦隊ガオレンジャー　第16話「魔笛、轟く!!」（2001年6月3日、テレビ朝日）- ムラサキ 役[118]
- ウルトラQ dark fantasy　第10話「送り火」（2004年6月6日、テレビ東京）

### 舞台
- それでも地球は動く（1947年、独立劇場） - ヤミ金の娘[119]
- ハムレット（1948年、東京青年劇場） - オフィーリア 役[119]
- 恋文